# 徐忠明
徐忠明（英語：Chung-ming Tsui，1956年11月2日—），籍貫江蘇省常州市，前香港無綫電視新聞及資訊部總採訪主任（其空缺由許方輝接任），曾任香港機場管理局行政人員，暱稱「徐爺」。
徐忠明1977年就讀於香港樹仁學院（現香港樹仁大學）新聞與傳播學系，其後於1980年加入無綫電視新聞部出任實習記者，及後擔任中文主播及記者，任職無綫電視期間曾報道《午間新聞》、《六點半新聞報道》、《晚間新聞》及《香港早晨》。除此之外，曾採訪1988年漢城奧運、1989北京六四事件，1997香港回歸、1998年香港國際機場啟用，徐於2000年跟隨梁家榮轉職《經濟日報》屬下的網上財經新聞網站ETVision 出任總經理。後來ETVision因科網泡沫爆破而停止營運。
他曾留學英國諾定咸大學，1993年獲國際關係碩士，回港後重回無綫新聞部，並曾任樹仁學院兼任講師，講授電視新聞科多年，他先後在1995-1997年及2001-2003年轉職亞洲電視新聞主播兼執行總編輯；及後1997-2000年及2003年，他重返無綫電視新聞部工作，直至2007年，他轉至港鐵傳媒關係經理，至2011年轉職機管局出任傳媒關係高級經理，並於2014年出任機管局企業傳訊總經理至2021年12月退休。。
值得一提的是，徐忠明亦曾經是無綫新聞三位同時兼具報導及編輯資格的主播之一（另外兩位分別為梁家榮及袁志偉），但他未曾像另外兩位主播般，於同一段新聞報導中同時擔任上述兩個崗位。